# Megastomatohyla nubicola
La rana arbórea de bosque mesófilo (Megastomatohyla nubicola) es una especie de anfibios de la familia Hylidae. Es endémica de México.
Sus hábitats naturales son los montanos secos y los ríos. Está amenazada de extinción por la destrucción de su hábitat natural.